# Kebuayan
Kebuayan is een bestuurslaag in het regentschap Lampung Barat van de provincie Lampung, Indonesië. Kebuayan telt 882 inwoners (volkstelling 2010).